# Moero Āsā Hakuba no Ōji
Moero Āsā Hakuba no Ōji (燃えろアーサー 白馬の王子 lit. Deslumbrante Arturo: El príncipe del caballo blanco'?) es una serie de anime japonés producida por Toei Animation.  Es una secuela de la serie El Rey Arturo. Está basada en la leyenda del Rey Arturo de Camelot. 

## Argumento
Arturo oculta su identidad y viaja con cuatro nuevos compañeros en busca del Rey del Norte. Durante el camino ayuda al débil, pero se hace llamar "El príncipe del caballo blanco". 	

## Personajes principales
Fuente: Anime News Network.
| Personaje                           | Seiyū          |
| ----------------------------------- | -------------- |
| Arturo (アーサー Āsā?)              | Akira Kamiya   |
| Lancelot (ランスロット Ransurotto?) | Tesshō Genda   |
| Tristán (トリスタン Torisutan?)     | Makio Inoue    |
| Ginebra (ギネビア Ginebia?)         | Keiko Han      |
| Lavik                               | Banjō Ginga    |
| Medessa (メデッサ Medessa?)         | Kazuko Yanaga  |
| Pete (ピート?)                      | Keiko Yamamoto |
| Hans                                | Noriko Tsukase |
| Bossman (ボスマン?)                 | Chikao Ōtsuka  |
| Sandee                              | Isamu Tanonaka |
| Barón (バロン?)                     | Kōji Totani    |

## Transmisión
Moero Āsā Hakuba no Ōji fue transmitido en Japón entre el 6 de abril de 1980 y el 21 de septiembre de 1980. Cada uno de los 22 capítulos tiene una duración de media hora.

## Temas musicales
Canción de apertura:
- Ore wa Āsā (おれはアーサー Soy Arturo?), intérprete: Ichirō Mizuki.[2]

Canción de cierre:
- Tabisurya tomodachi (旅すりゃ友達?), intérprete: Kumiko Ōsugi.[2]